# Urban Voodoo
Urban Voodoo — несуществующая ныне британская группа.

## История
Дуэт, состоящий из вокалиста Кэмри Филлипса и бас-гитариста Бернхарда Локера, образовался в 1997 году и в том же году распался, успев записать только один альбом «Elegant Friction», а также сингл «The Chartist’s Soul: The Remixes» на немецком лейбле «Marlboro Music». Наиболее известны по треку «Brutality», который вошёл в официальный саундтрек фильма «Смертельная битва 2: Истребление», а также «Ego Box», инструментальная версия которого дважды прозвучала в фильме «Беовульф»
В настоящее время «Urban Voodoo» является одним из многих псевдонимов Techno / Trance музыканта и продюсера Фреда Бейкера, который не имеет никакого отношения к группе, и их песням.

## Дискография
- Elegant Friction (1997)

## Состав
- Кэмри Филлипс (англ. Kamray Phillips) — вокал
- Бернхарда Локер (англ. Bernhard Locker) — бас-гитара